# Тридцять тиранів
Тридцять тиранів (грец. Τριάκοντα Τύραννοι) — олігархічна колегія з 30 осіб, що була при владі в Стародавніх Афінах у квітні — грудні 404 до н. е.; обрана народними зборами під натиском Спарти після поразки Афін у Пелопоннеській війні 431—404 років до н. е.
До складу «Тридцяти тиранів» увійшли затяті супротивники демократії на чолі з Критієм. За рішенням колегії число повноправних громадян було доведено на основі високого майнового цензу до 3 тисяч осіб, які жодного разу не скликалися на народні збори. Було знищено не менше за 1 500 осіб, а їхню власність конфісковано. Внаслідок повстання, розпочатого в Піреї (гавані Афін), повернулися вигнанці-демократи на чолі з Тразибулом, - Критій був убитий, його прихильники втекли з Афін, де була відновлена демократія.

## Основні події
Восени 405 до н. е. відбулася Битва при Егоспотамах в ході Пелопоннеської війни, незабаром після неї в Афінах організувалася олігархічна партія під проводом 5 ефорів, і оманливе посольство Ферамена примусило місто здатися 16 березня 404 до н. е. Лісандр потім вирушив з військом проти Самоса, доручивши олігархам подбати про устрій справ всередині держави. Тим часом через нараду про зміну державного устрою і спроби демократів справа затягнулася на кілька місяців, поки Ферамен знову не закликав Лісандра налякати непокірних присутністю військової сили.
Коли останній наказав під звуки музики зруйнувати стіни фортеці Драконтид виступив на народних зборах із пропозицією передати управління держави 30 мужам. За підтримки цієї пропозиції Фераменом і загрозах Лісандра протест народної партії залишився непочутим, тому ефори запропонували зі свого боку 10 правителів, 10 запропонував Ферамен, а 10 інших були обрані з присутніх на зборах, імовірно, демом. Цим 30 мужам хоча і не була передана у власному розумінні урядова влада, але було доручено переглянути закони держави та привести їх у згоду зі змінами, що відбулись.
Надзвичайні повноваження, якими були наділені правителі, із закінченням їх законодавчої діяльності повинні були закінчитися. Більша частина з них були членами попередньої ради «чотирьохсот». На боці помірного, але не твердого Ферамена і його прихильників були Харікл, колишній голова однієї з гетерій, і особливо Критій, людина всебічно освічена, учень Сократа, сам філософ, поет і оратор, жорстокість якого не була плодом примхи, а випливала з ідей, складених на підставі філософських теорій. Тридцять тиранів мало дбали про виконання своїх обов'язків, а хотіли тільки підпорядкувати собі державні установи і зробити безсилим всяку протидію. Державні посади заміщувались тільки людьми їх партії, до сенату обирали тільки олігархів.
Суди були передані сенату, але під наглядом «тридцяти», які взяли на себе вирішення справ за звинуваченнями в державній зраді. У Піреї, осередку демократичного руху, поліція перебувала під керуванням 10 осіб. Між ними особливо прославився Сатир. Для забезпечення безпеки спартанці наказали зайняти фортецю гарнізоном в 700 осіб під проводом гармоста Каллібія. Крім того, правителі утримували загін вершників-найманців. Сила дему була підірвана тим, що тільки три тисячі осіб, внесені до списків, отримали повні права громадянства, інші ж поза списком були обеззброєні, а всю зброю знесено до фортеці.
Щоб нарешті в самому корені знищити колишню свободу, викладання риторики було поставлено під суворий нагляд, а нижчі класи демосу взагалі були позбавлені вищої освіти, навіть корабельна верф була продана на злам за три таланти. Ферамен став чинити опір, але ще більше підніс свій голос проти тиранів, коли вони, під приводом очищення міста від лиходіїв стали все частіше та жорстокіше переслідувати окремих осіб. Проте принцип гуманності зникав перед діями терору. Критій після марних спроб залучити Ферамена на свій бік наказав стратити його як зрадника, і потім тиранія безперешкодно йшла вперед все далі і далі. Тирани звернули свої дії спершу проти багатих метеків. Дуже багатьох з них, у тому числі і Полемарха, брата оратора Лісія, вони вигнали з осель і стратили, а маєтки їх конфіскували. У цих розпорядженнях брали участь особливо Пейсон і Феогнід. Потім почалися переслідування громадян, прихильних до демократії, багатих або тих, що мали інші політичні переконання. Багато хто з них були страчені або без суду, або після розслідування, здійсненого тільки для годиться.
Загалом загинуло від 1 300 до 1 500 громадян. Між ними Леонтій, саламінець Нікерат, син Нікія, Лікург, дід оратора Лікурга та ін. Понад 500 громадян вигнані з міста Пірея і країни (Діодор, 14, 32). Проте вже зсередини та ззовні готувалося повалення урядової влади. Проти все більш зростаючої тиранії Критія і Харікла утворилася опозиція з боку Федона та Ератосфена. На межах Аттики, а особливо в Фівах, під проводом Тразибула, Архіна, Аніта та інших зібралися вигнанці. Тразибул з невеликим загоном зайняв прикордонну фортецю Філу; скоро чисельність загону зросла до 700 людей. Тирани марно намагалися залучити на свій бік Тразибула, а вислане проти нього військо було розбите при Ахарнах, а тому, розуміючи небезпеку свого становища, вони вже заздалегідь приготували місце притулку в Елевсіні. П'ять днів потому Тразибул влаштував бенкет. Тридцять тиранів виступили проти нього з усією своєю силою, у демі Муніхія відбулась битва, в якій Критій загинув, а військо тиранів було розбите.
Афіняни тепер розділилися на дві протилежні партії: з 3 000 громадян більшість відмовила тиранам у покорі, а тому останні, не виключаючи Федона і Ератосфена, через 8 місяців після свого обрання, пішли в Елевсін. 10 мужів — декадохи (грец. Δεκαδου̃χοι) — зайняли їх місце на чолі управління і продовжували війну з демократами, кампанія яких приймала небезпечний оборот, коли із військом наблизився Лісандр. За ним незабаром пішов Павсаній, як головнокомандувач, з наміром довести до кінця згубну війну. Після декількох незначних сутичок почалися переговори, і був укладений мир за умови, що кожен громадянин повинен був повернутися на батьківщину і стати повним власником свого майна, за винятком «тридцяти тиранів» і 11 осіб, що завідували поліційною владою в Піреї. 12 серпня 403 до н. е. Тразибул повернувся зі своїми прихильниками в місто і приніс у фортеці жертву Афіні. Була проголошена загальна амністія (саме у цей час Евклід зараз отримав посаду архонта).
Ті з тридцяти тиранів, хто крився в Елевсіні, не відмовилися одразу від своїх планів, але народ масово виступив проти них. Ватажки їх були запрошені для переговорів і підступно вбиті. Інші пізніше потрапили до рук афінян, тому що в більшій частині грецьких міст їх зовсім не приймали.

## Перелік Тридцяти тиранів
- Есхін Афінський (не оратор Есхін)
- Анетій
- Аресій
- Аристотель (член Ради чотирьохсот, згаданий у діалозі Платона «Парменід»)
- Херелеос
- Харікл, син Аполлодора
- Хармід
- Хрем
- Клеомед, син Лікомеда
- Критій
- Діокл
- Драконтид
- Ерасистрат
- Ератосфен
- Евклід
- Евмат
- Хієрон
- Гіпполох
- Гіппомах
- Мелобій
- Мнесілох
- Мнезітід
- Ономакл
- Пізон
- Федрій
- Федон
- Поліхар
- Софокл (не драматург Софокл)
- Феоген
- Феогнід
- Ферамен, син Хагнона